# Gemeinden des Kantons St. Gallen

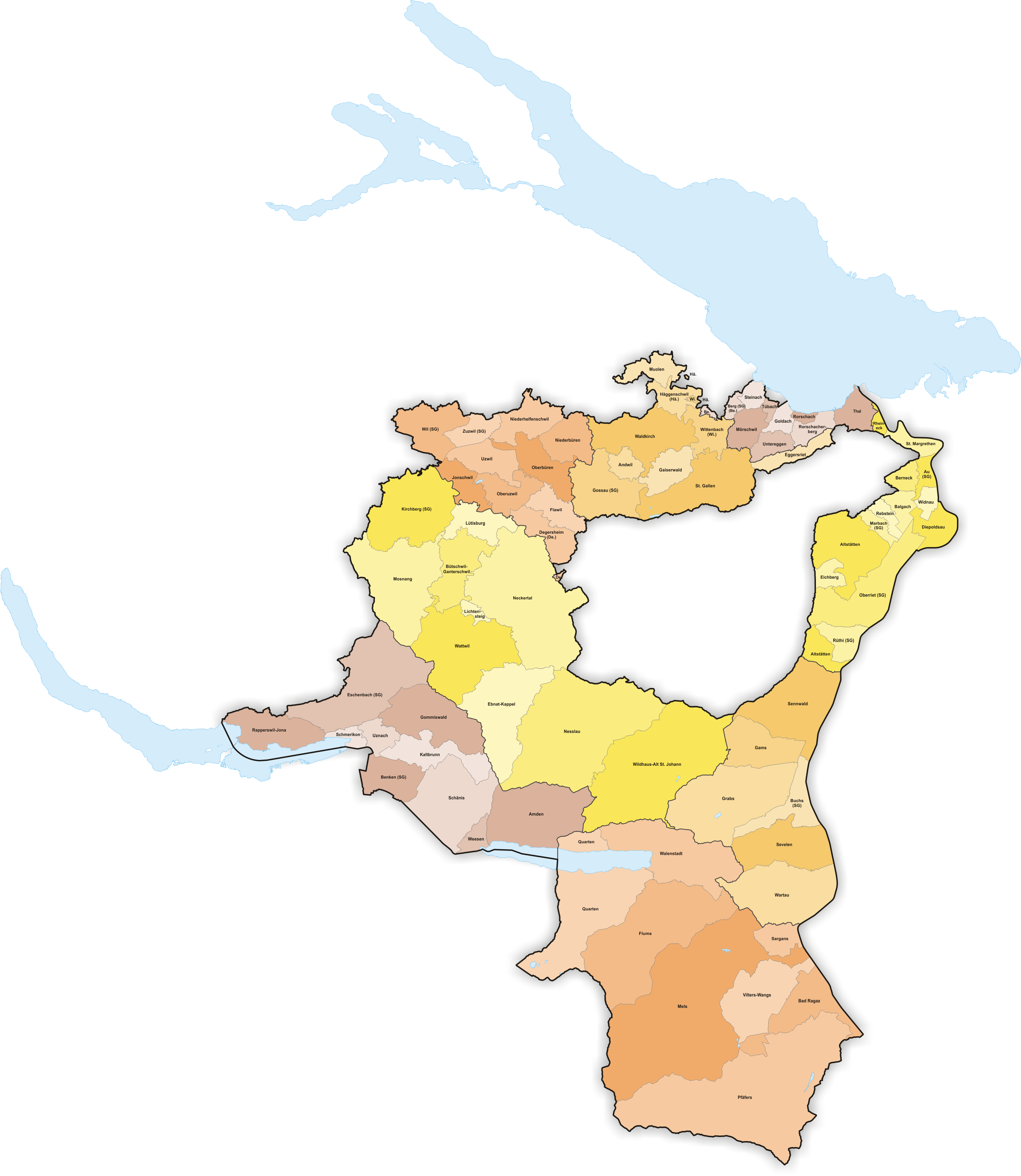
Gemeinden des Kantons St. Gallen

Der Kanton St. Gallen umfasst 75 politische Gemeinden per 1. Januar 2023. Im Weiteren bestehen 37 Schulgemeinden, 98 Ortsgemeinden, 71 örtliche Korporationen, 14 ortsbürgerliche Korporationen, 297 Gemeinden nach Gemeindegesetz sowie 59 Zweckverbände.
Die Gemeinden des Kantons St. Gallen waren bis Ende 2002 Teil der zu diesem Termin aufgelösten Bezirke. Diese Änderung erfolgte aufgrund der neuen St. Galler Kantonsverfassung vom 10. Juni 2001. Die Wahlkreise besitzen keine Hauptorte und haben keine Verwaltungsaufgaben, sie werden bei der Wahl des Kantonsrats zu Grunde gelegt.

## Liste der Gemeinden
| Wappen                  | Name der Gemeinde       | Einwohner (31. Dezember 2023) | Fläche in km² | Einw. pro km² | Bezirke Bis 31. Dezember 2002 | Wahlkreis Ab 1. Januar 2003 |
| ----------------------- | ----------------------- | ----------------------------- | ------------- | ------------- | ----------------------------- | --------------------------- |
| Altstätten              | Altstätten              | 12'456                        | 39,46         | 316           | Oberrheintal                  | Rheintal                    |
| Amden                   | Amden                   | 1906                          | 43,05         | 44            | Gaster                        | See-Gaster                  |
| Andwil                  | Andwil (SG)             | 2128                          | 6,31          | 337           | Gossau                        | St. Gallen                  |
| Au                      | Au (SG)                 | 8481                          | 4,65          | 1824          | Unterrheintal                 | Rheintal                    |
| Bad Ragaz               | Bad Ragaz               | 6835                          | 25,40         | 269           | Sargans                       | Sarganserland               |
| Balgach                 | Balgach                 | 5139                          | 6,52          | 788           | Unterrheintal                 | Rheintal                    |
| Benken                  | Benken (SG)             | 3035                          | 16,49         | 184           | Gaster                        | See-Gaster                  |
| Berg                    | Berg (SG)               | 1012                          | 3,76          | 269           | Rorschach                     | Rorschach                   |
| Berneck                 | Berneck                 | 3989                          | 5,62          | 710           | Unterrheintal                 | Rheintal                    |
| Buchs                   | Buchs (SG)              | 13'931                        | 15,95         | 873           | Werdenberg                    | Werdenberg                  |
| Bütschwil-Ganterschwil  | Bütschwil-Ganterschwil  | 5202                          | 21,83         | 238           | Alttoggenburg Untertoggenburg | Toggenburg                  |
| Degersheim              | Degersheim              | 4132                          | 14,48         | 285           | Untertoggenburg               | Wil                         |
| Diepoldsau              | Diepoldsau              | 6928                          | 11,25         | 616           | Unterrheintal                 | Rheintal                    |
| Ebnat-Kappel            | Ebnat-Kappel            | 5092                          | 43,55         | 117           | Obertoggenburg                | Toggenburg                  |
| Eggersriet              | Eggersriet              | 2475                          | 8,90          | 278           | Rorschach                     | St. Gallen                  |
| Eichberg                | Eichberg                | 1571                          | 5,44          | 289           | Oberrheintal                  | Rheintal                    |
| Eschenbach              | Eschenbach (SG)         | 10'169                        | 54,89         | 185           | See                           | See-Gaster                  |
| Flawil                  | Flawil                  | 10'631                        | 11,47         | 927           | Untertoggenburg               | Wil                         |
| Flums                   | Flums                   | 5347                          | 75,15         | 71            | Sargans                       | Sarganserland               |
| Gaiserwald              | Gaiserwald              | 8609                          | 12,63         | 682           | Gossau                        | St. Gallen                  |
| Gams                    | Gams                    | 3711                          | 22,27         | 167           | Werdenberg                    | Werdenberg                  |
| Goldach                 | Goldach                 | 9709                          | 4,71          | 2061          | Rorschach                     | Rorschach                   |
| Gommiswald              | Gommiswald              | 5657                          | 33,59         | 168           | See                           | See-Gaster                  |
| Gossau                  | Gossau (SG)             | 18'454                        | 27,51         | 671           | Gossau                        | St. Gallen                  |
| Grabs                   | Grabs                   | 7402                          | 54,65         | 135           | Werdenberg                    | Werdenberg                  |
| Häggenschwil            | Häggenschwil            | 1431                          | 9,07          | 158           | St. Gallen                    | St. Gallen                  |
| Jonschwil               | Jonschwil               | 4023                          | 10,99         | 366           | Untertoggenburg               | Wil                         |
| Kaltbrunn               | Kaltbrunn               | 5084                          | 18,64         | 273           | Gaster                        | See-Gaster                  |
| Kirchberg               | Kirchberg (SG)          | 9755                          | 42,54         | 229           | Alttoggenburg                 | Toggenburg                  |
| Lichtensteig            | Lichtensteig            | 2079                          | 2,82          | 737           | Neutoggenburg                 | Toggenburg                  |
| Lütisburg               | Lütisburg               | 1645                          | 14,10         | 117           | Alttoggenburg                 | Toggenburg                  |
| Marbach                 | Marbach (SG)            | 2118                          | 4,38          | 484           | Oberrheintal                  | Rheintal                    |
| Mels                    | Mels                    | 9538                          | 139,10        | 69            | Sargans                       | Sarganserland               |
| Mörschwil               | Mörschwil               | 3662                          | 9,84          | 372           | Rorschach                     | Rorschach                   |
| Mosnang                 | Mosnang                 | 2969                          | 50,51         | 59            | Alttoggenburg                 | Toggenburg                  |
| Muolen                  | Muolen                  | 1257                          | 10,33         | 122           | St. Gallen                    | St. Gallen                  |
| Neckertal               | Neckertal               | 6437                          | 81,84         | 79            | Neutoggenburg Untertoggenburg | Toggenburg                  |
| Nesslau                 | Nesslau                 | 3833                          | 92,70         | 41            | Obertoggenburg                | Toggenburg                  |
| Niederbüren             | Niederbüren             | 1497                          | 15,84         | 95            | Wil                           | Wil                         |
| Niederhelfenschwil      | Niederhelfenschwil      | 3256                          | 16,37         | 199           | Wil                           | Wil                         |
| Oberbüren               | Oberbüren               | 4660                          | 17,73         | 263           | Wil                           | Wil                         |
| Oberriet                | Oberriet (SG)           | 9291                          | 34,60         | 269           | Oberrheintal                  | Rheintal                    |
| Oberuzwil               | Oberuzwil               | 6674                          | 14,08         | 474           | Untertoggenburg               | Wil                         |
| Pfäfers                 | Pfäfers                 | 1601                          | 128,46        | 12            | Sargans                       | Sarganserland               |
| Quarten                 | Quarten                 | 3085                          | 61,77         | 50            | Sargans                       | Sarganserland               |
| Rapperswil-Jona         | Rapperswil-Jona         | 28'640                        | 22,26         | 1287          | See                           | See-Gaster                  |
| Rebstein                | Rebstein                | 5051                          | 4,39          | 1151          | Oberrheintal                  | Rheintal                    |
| Rheineck                | Rheineck                | 3516                          | 2,21          | 1591          | Unterrheintal                 | Rheintal                    |
| Rorschach               | Rorschach               | 9955                          | 1,78          | 5593          | Rorschach                     | Rorschach                   |
| Rorschacherberg         | Rorschacherberg         | 7685                          | 7,09          | 1084          | Rorschach                     | Rorschach                   |
| Rüthi                   | Rüthi                   | 2542                          | 9,33          | 272           | Oberrheintal                  | Rheintal                    |
| Sargans                 | Sargans                 | 6522                          | 9,46          | 689           | Sargans                       | Sarganserland               |
| Schänis                 | Schänis                 | 4154                          | 39,90         | 104           | Gaster                        | See-Gaster                  |
| Schmerikon              | Schmerikon              | 4162                          | 4,15          | 1003          | See                           | See-Gaster                  |
| Sennwald                | Sennwald                | 6269                          | 41,56         | 151           | Werdenberg                    | Werdenberg                  |
| Sevelen                 | Sevelen                 | 5392                          | 30,33         | 178           | Werdenberg                    | Werdenberg                  |
| St. Gallen              | St. Gallen              | 78'213                        | 39,38         | 1986          | St. Gallen                    | St. Gallen                  |
| St. Margrethen          | St. Margrethen          | 6558                          | 6,87          | 955           | Unterrheintal                 | Rheintal                    |
| Steinach                | Steinach                | 3580                          | 4,50          | 796           | Rorschach                     | Rorschach                   |
| Thal                    | Thal                    | 7097                          | 9,66          | 735           | Unterrheintal                 | Rorschach                   |
| Tübach                  | Tübach                  | 1594                          | 1,99          | 801           | Rorschach                     | Rorschach                   |
| Untereggen              | Untereggen              | 1027                          | 7,13          | 144           | Rorschach                     | Rorschach                   |
| Uznach                  | Uznach                  | 7014                          | 7,54          | 930           | See                           | See-Gaster                  |
| Uzwil                   | Uzwil                   | 14'279                        | 14,49         | 985           | Untertoggenburg               | Wil                         |
| Vilters-Wangs           | Vilters-Wangs           | 5057                          | 32,72         | 155           | Sargans                       | Sarganserland               |
| Waldkirch               | Waldkirch               | 3544                          | 31,34         | 113           | Gossau                        | St. Gallen                  |
| Walenstadt              | Walenstadt              | 5852                          | 45,72         | 128           | Sargans                       | Sarganserland               |
| Wartau                  | Wartau                  | 5496                          | 41,75         | 132           | Werdenberg                    | Werdenberg                  |
| Wattwil                 | Wattwil                 | 9161                          | 51,18         | 179           | Neutoggenburg                 | Toggenburg                  |
| Weesen                  | Weesen                  | 1871                          | 5,40          | 346           | Gaster                        | See-Gaster                  |
| Widnau                  | Widnau                  | 10'337                        | 4,22          | 2450          | Unterrheintal                 | Rheintal                    |
| Wil                     | Wil (SG)                | 24'980                        | 20,82         | 1200          | Wil                           | Wil                         |
| Wildhaus-Alt St. Johann | Wildhaus-Alt St. Johann | 2618                          | 87,53         | 30            | Obertoggenburg                | Toggenburg                  |
| Wittenbach              | Wittenbach              | 10'026                        | 12,20         | 822           | St. Gallen                    | St. Gallen                  |
| Zuzwil                  | Zuzwil (SG)             | 5026                          | 8,97          | 560           | Wil                           | Wil                         |
| Kanton St. Gallen       | Kanton St. Gallen (75)  | 535'114                       | 2028,20       | 264           | —                             | —                           |

Die Landfläche des Kantons St. Gallen beträgt 1'951,09 km², der Seeflächenanteil 79,67 km² (Anteile Bodensee 49,25 km², Walensee 19,48 km², Zürichsee 10,94 km²). Die Gesamtfläche des Kantons St. Gallen beträgt somit 2028,20 km².

## Veränderungen im Gemeindebestand

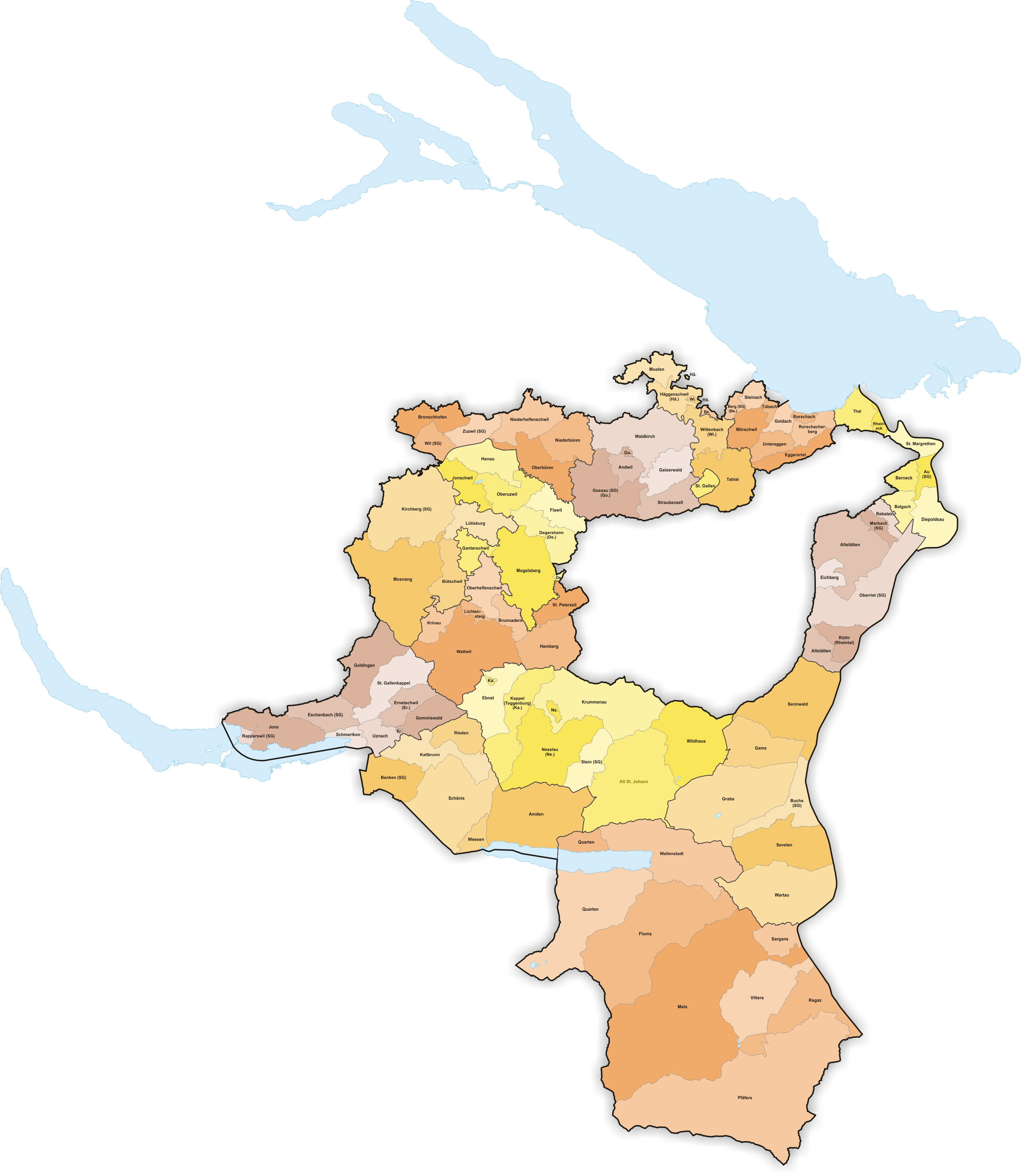
Gemeinden bis 1881
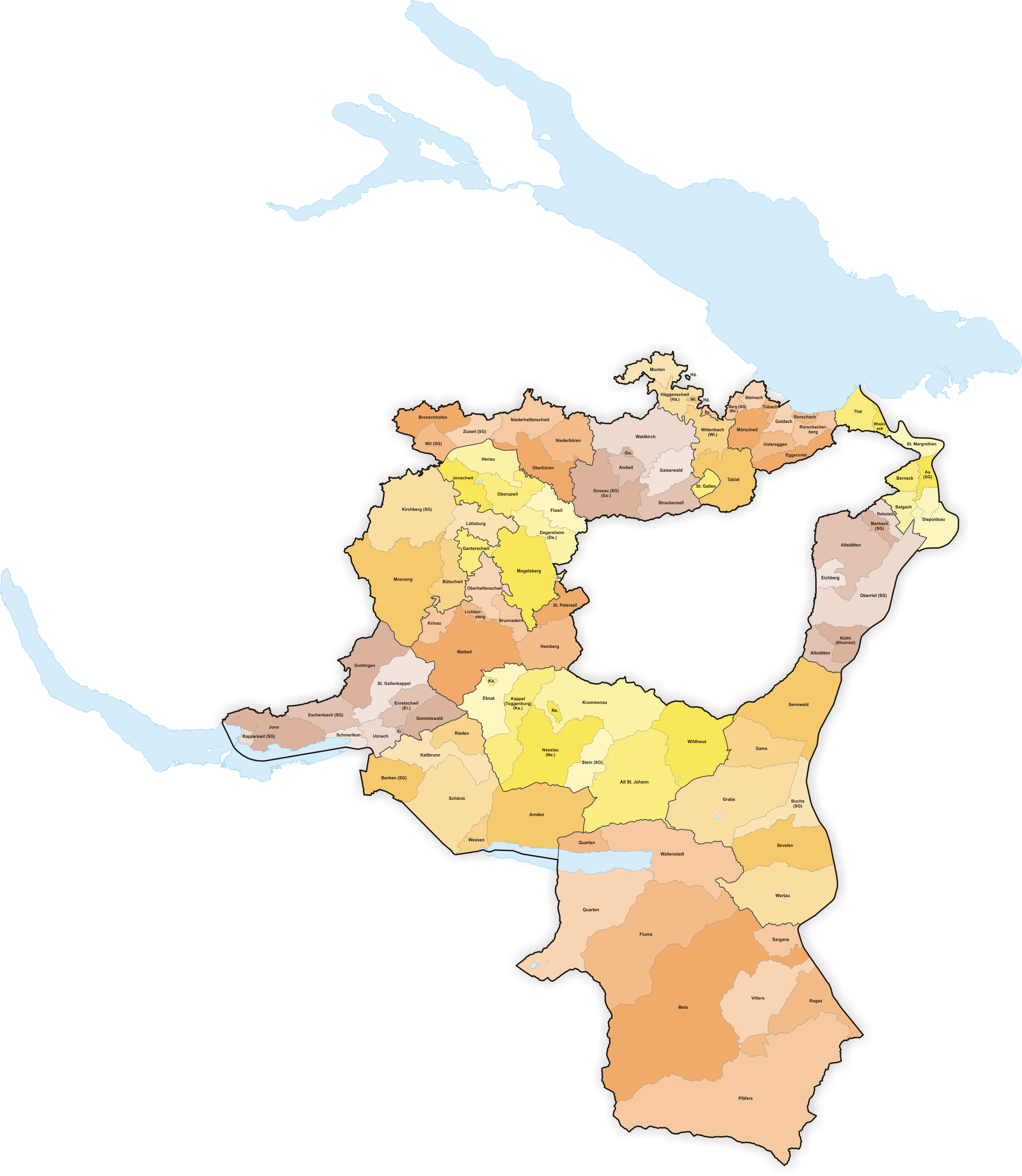
Gemeinden bis 1917
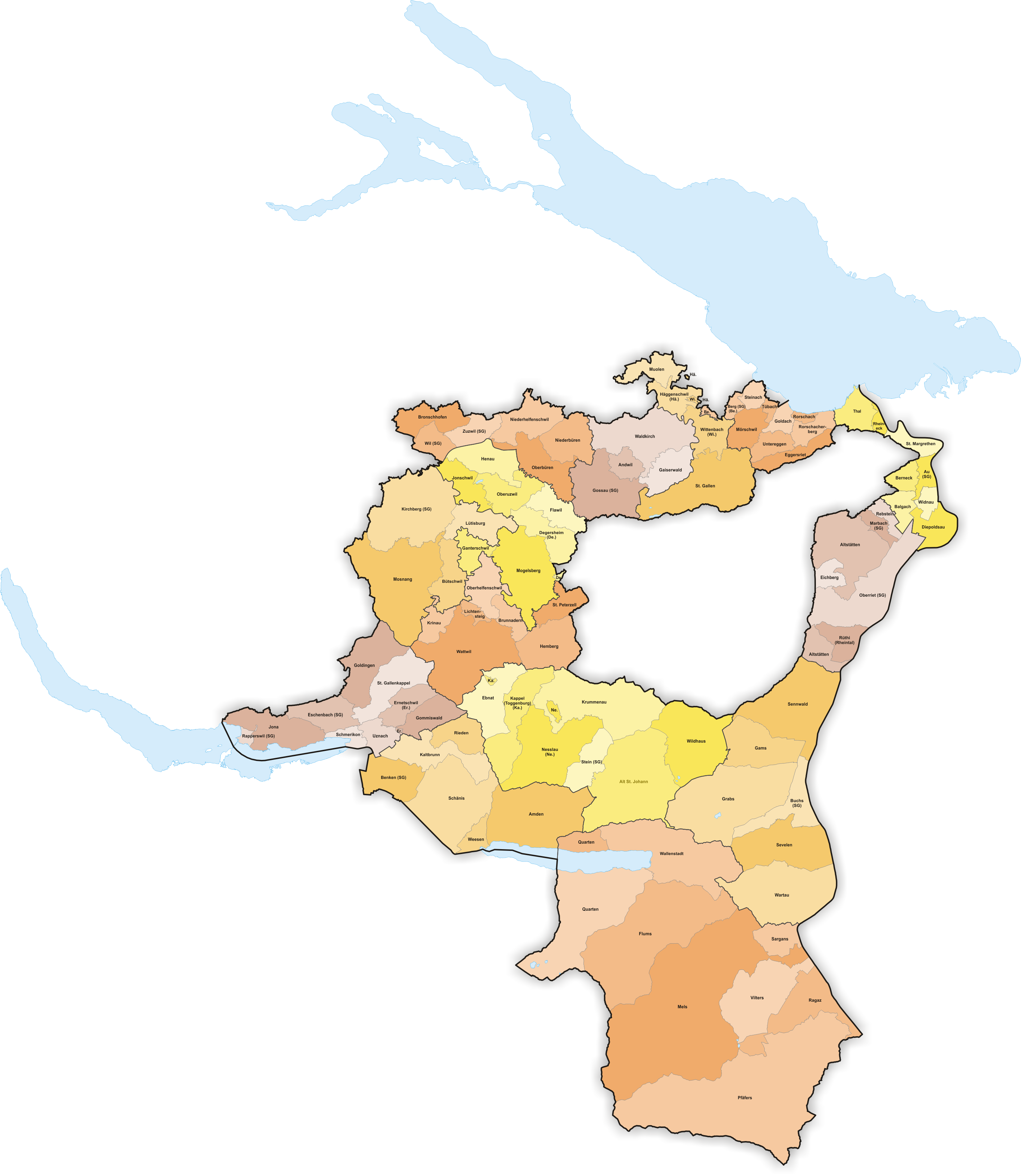
Gemeinden bis 1936
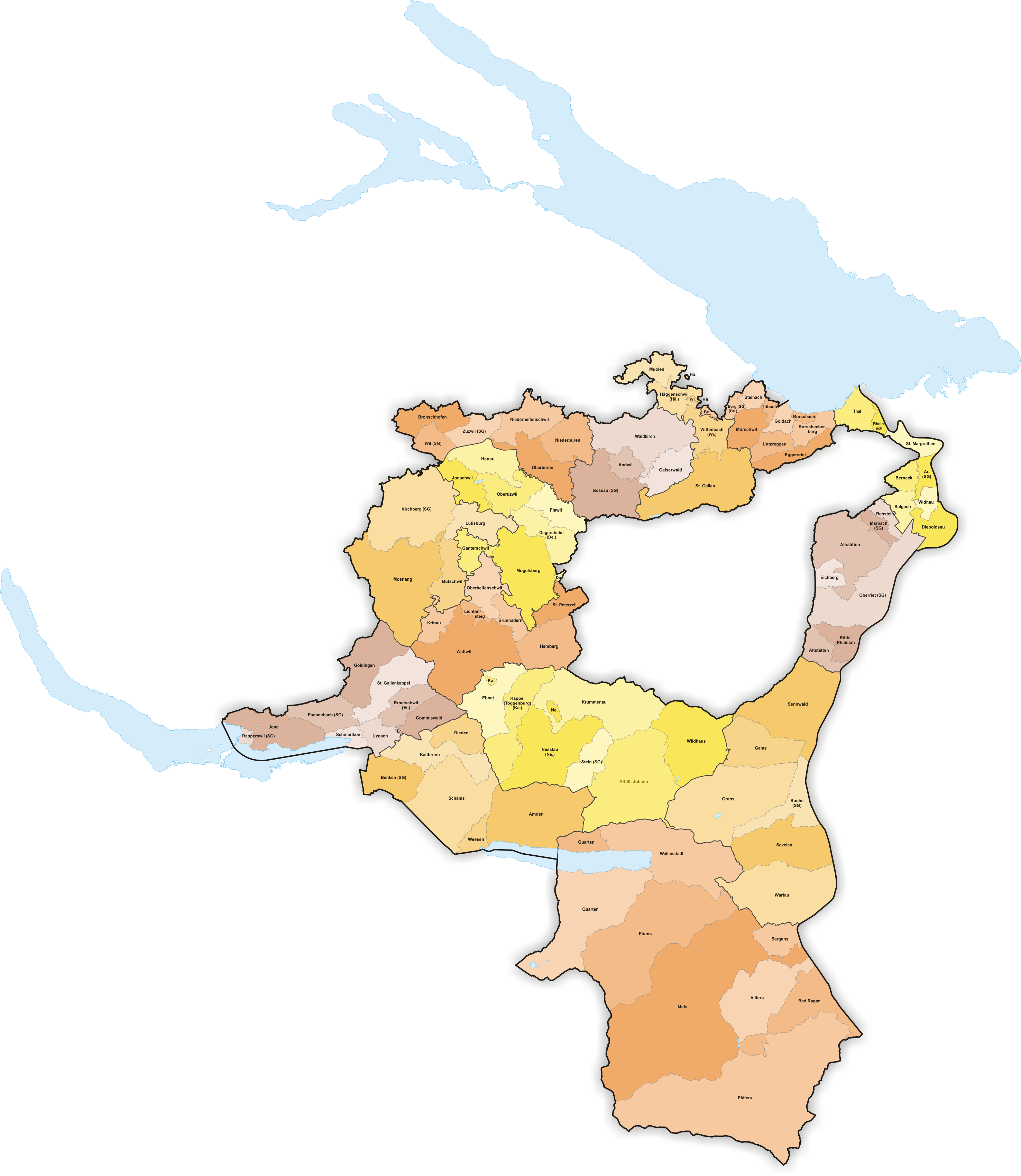
Gemeinden bis 1950
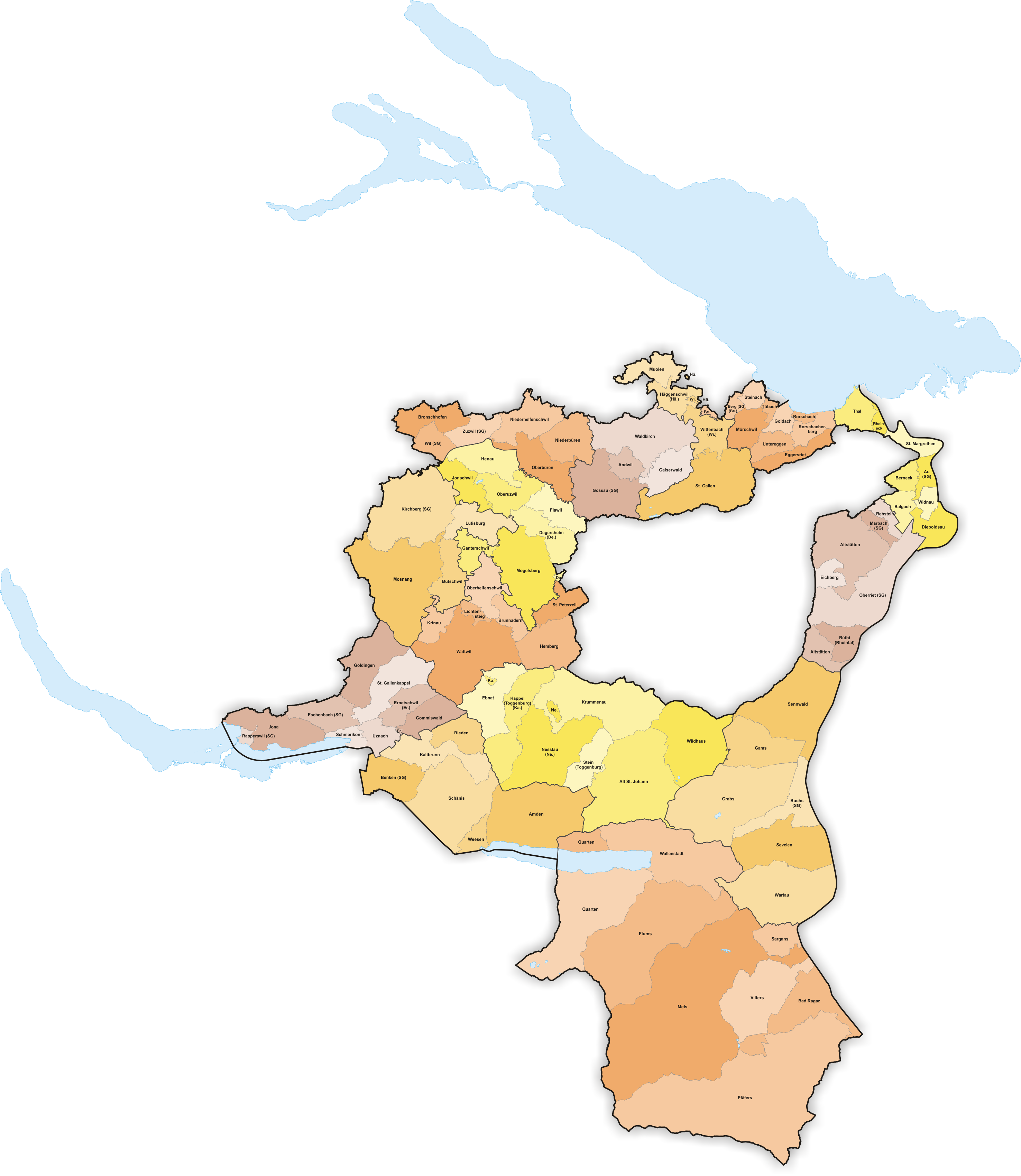
Gemeinden bis 1951
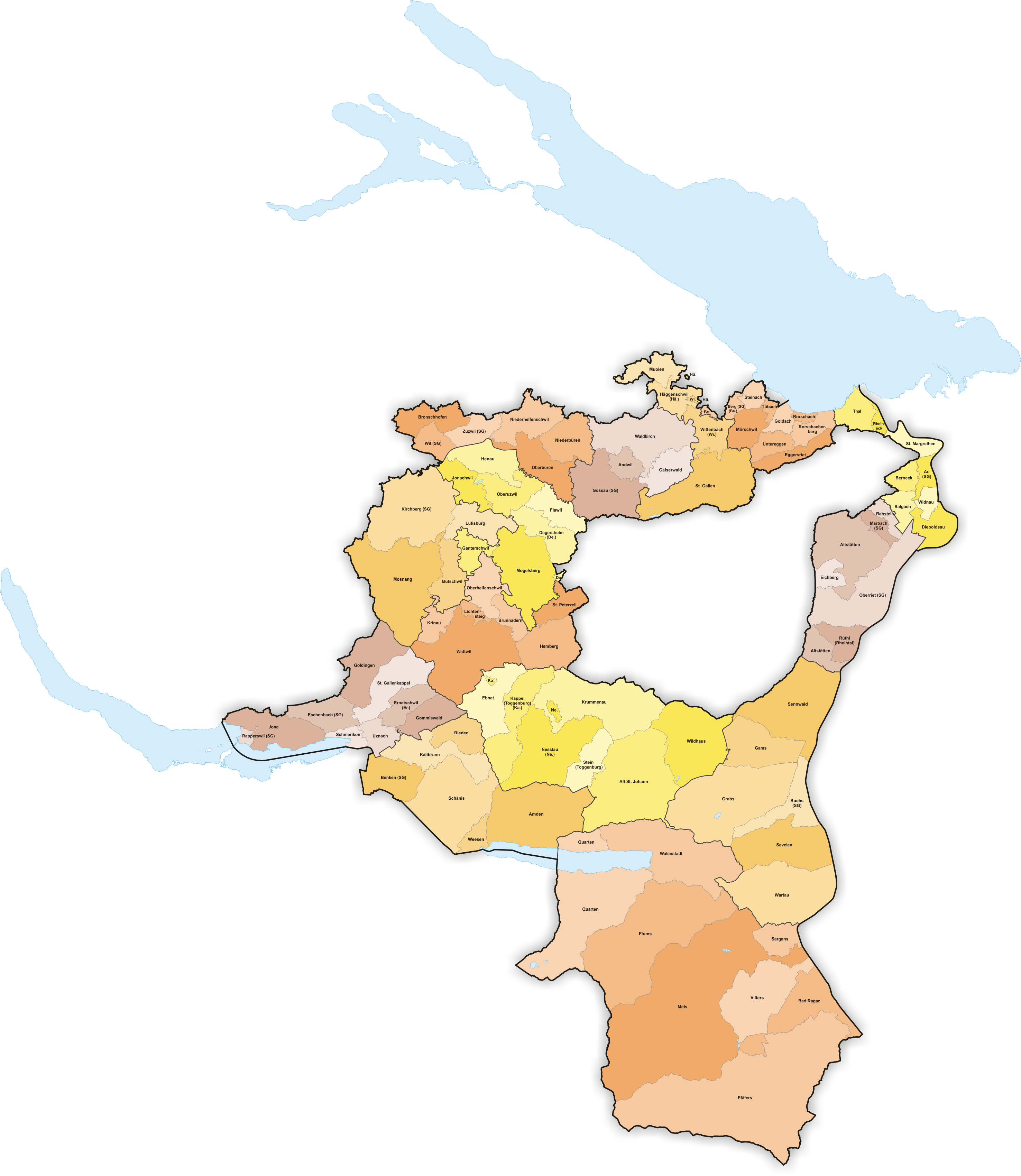
Gemeinden bis 03.1964
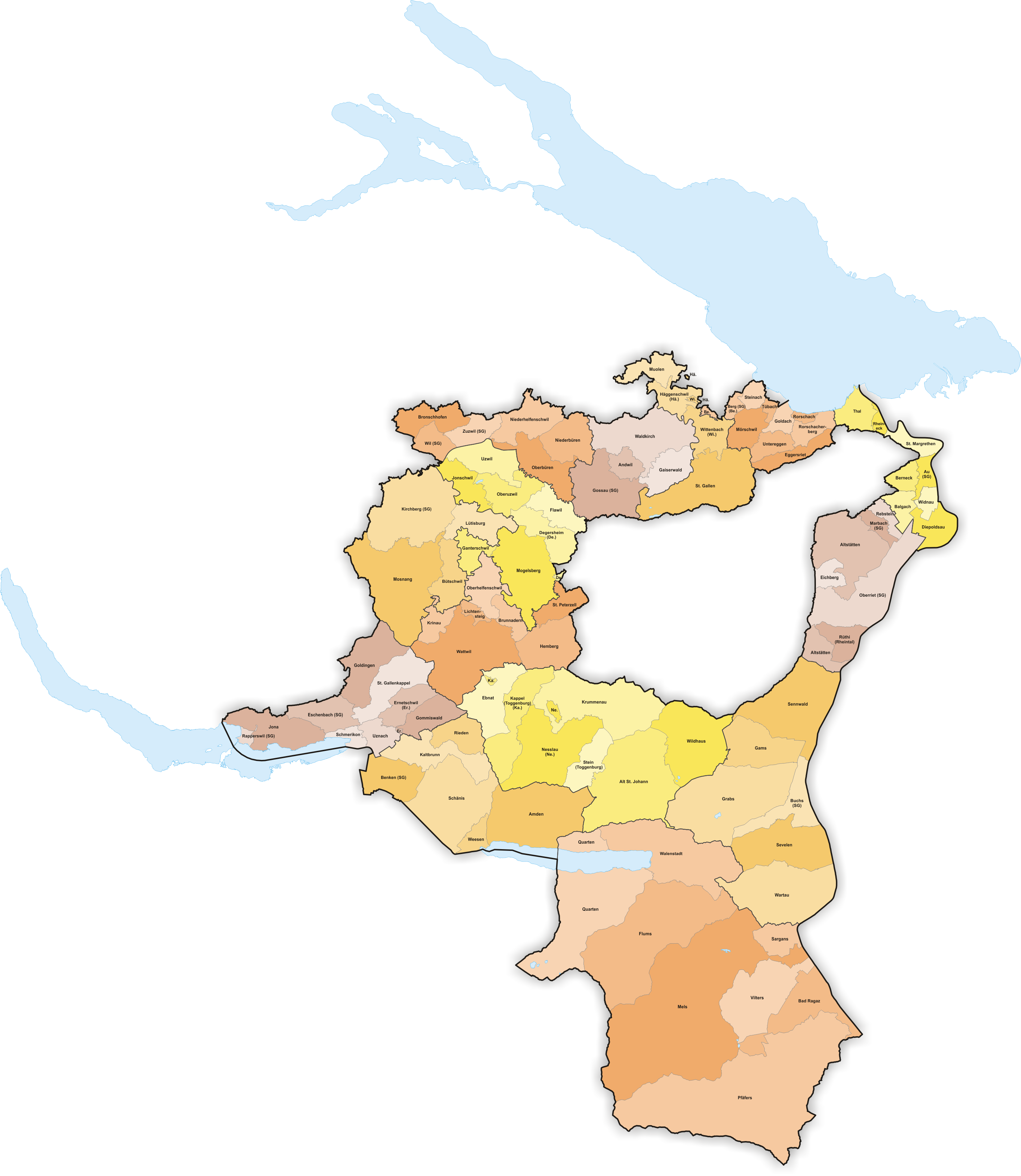
Gemeinden bis 12.1964
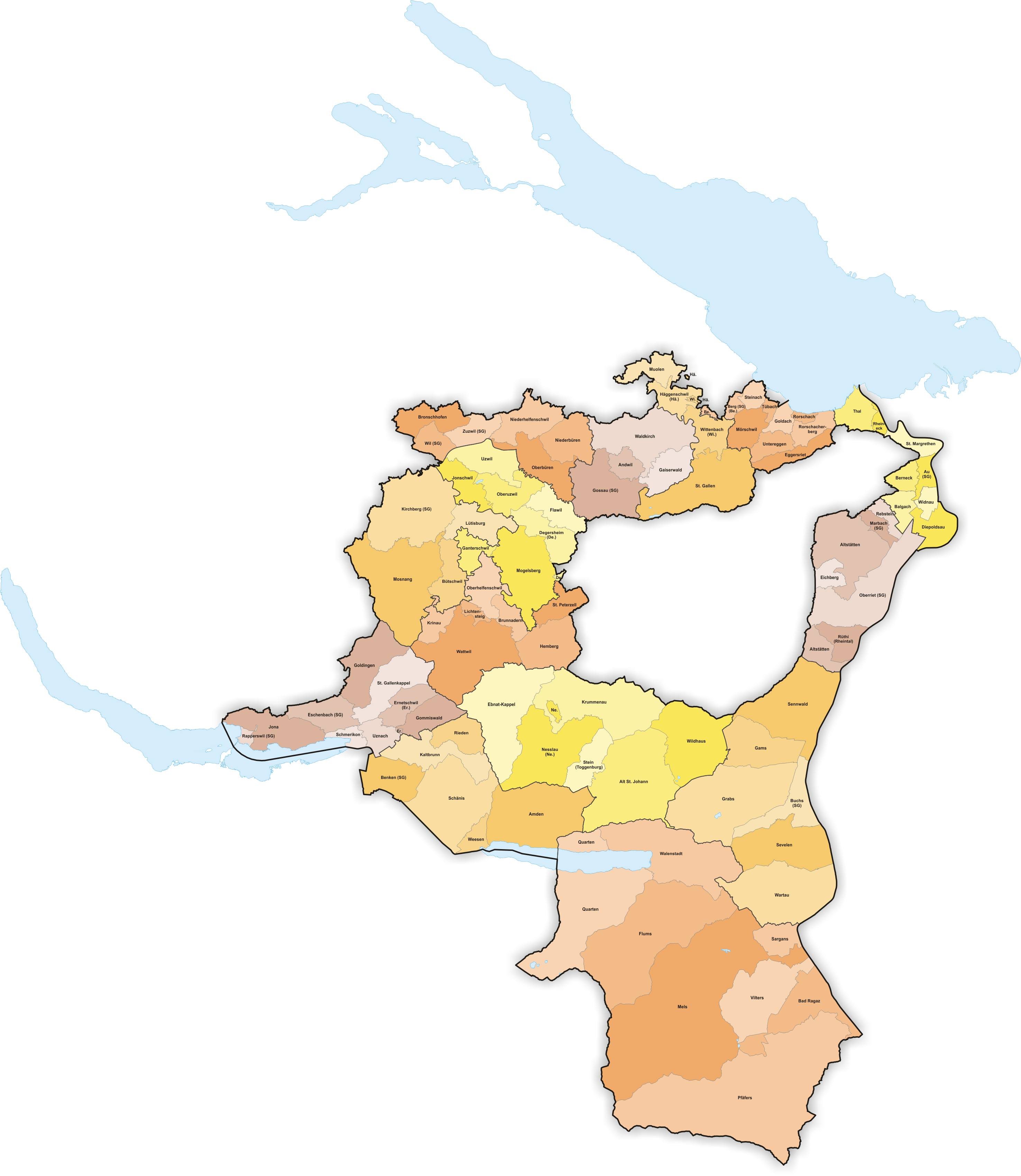
Gemeinden bis 1993
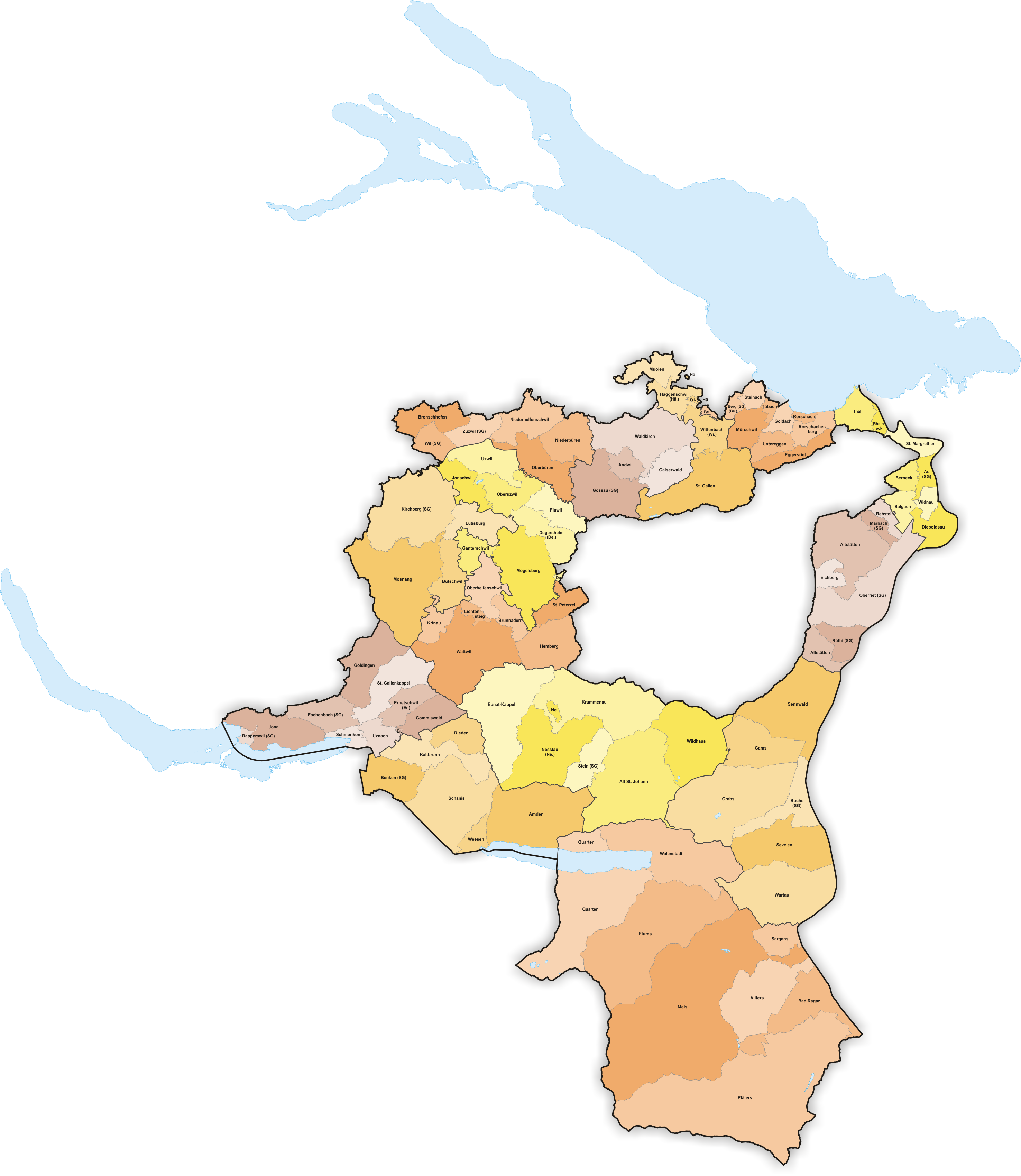
Gemeinden bis 1995
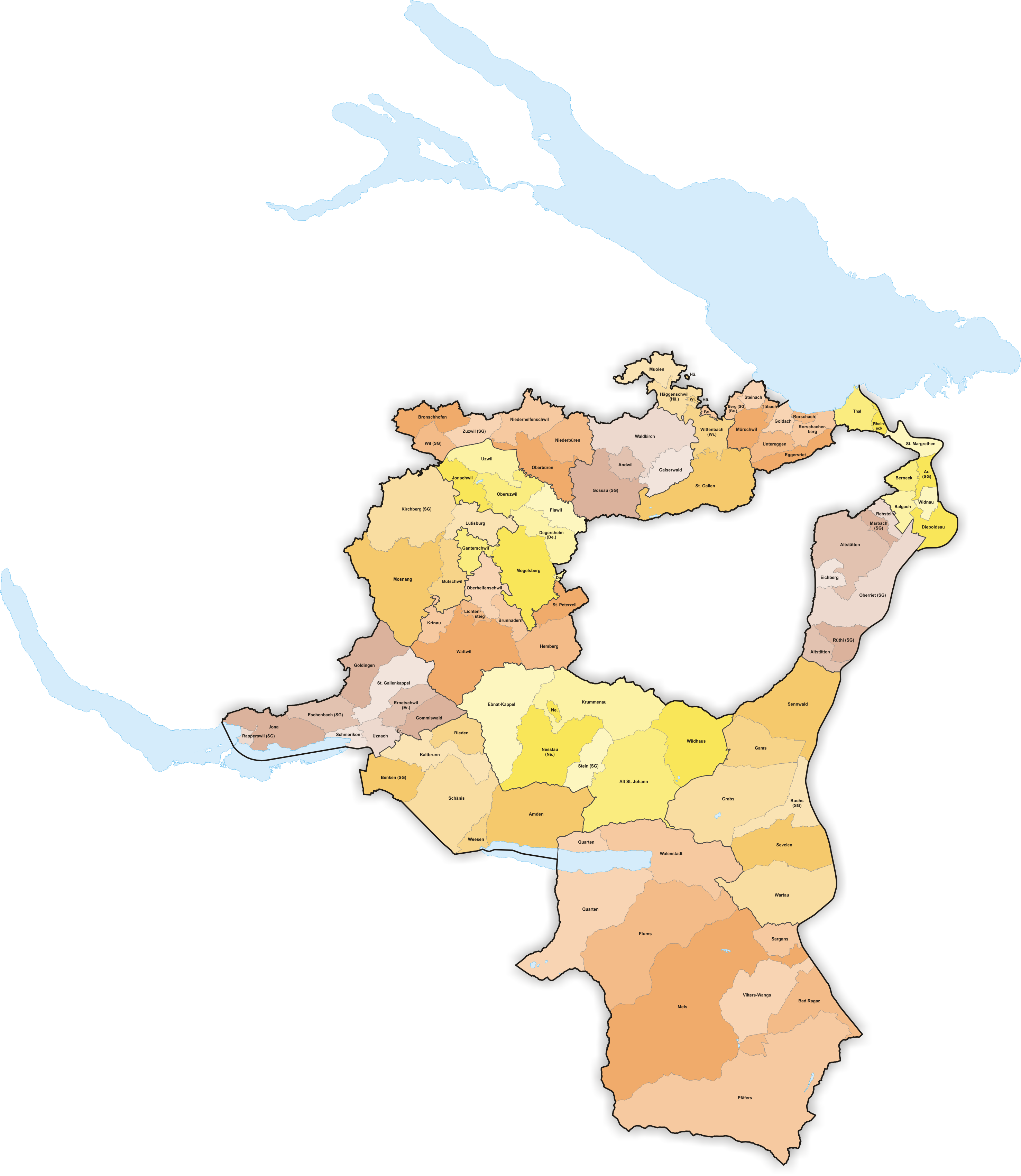
Gemeinden bis 2002
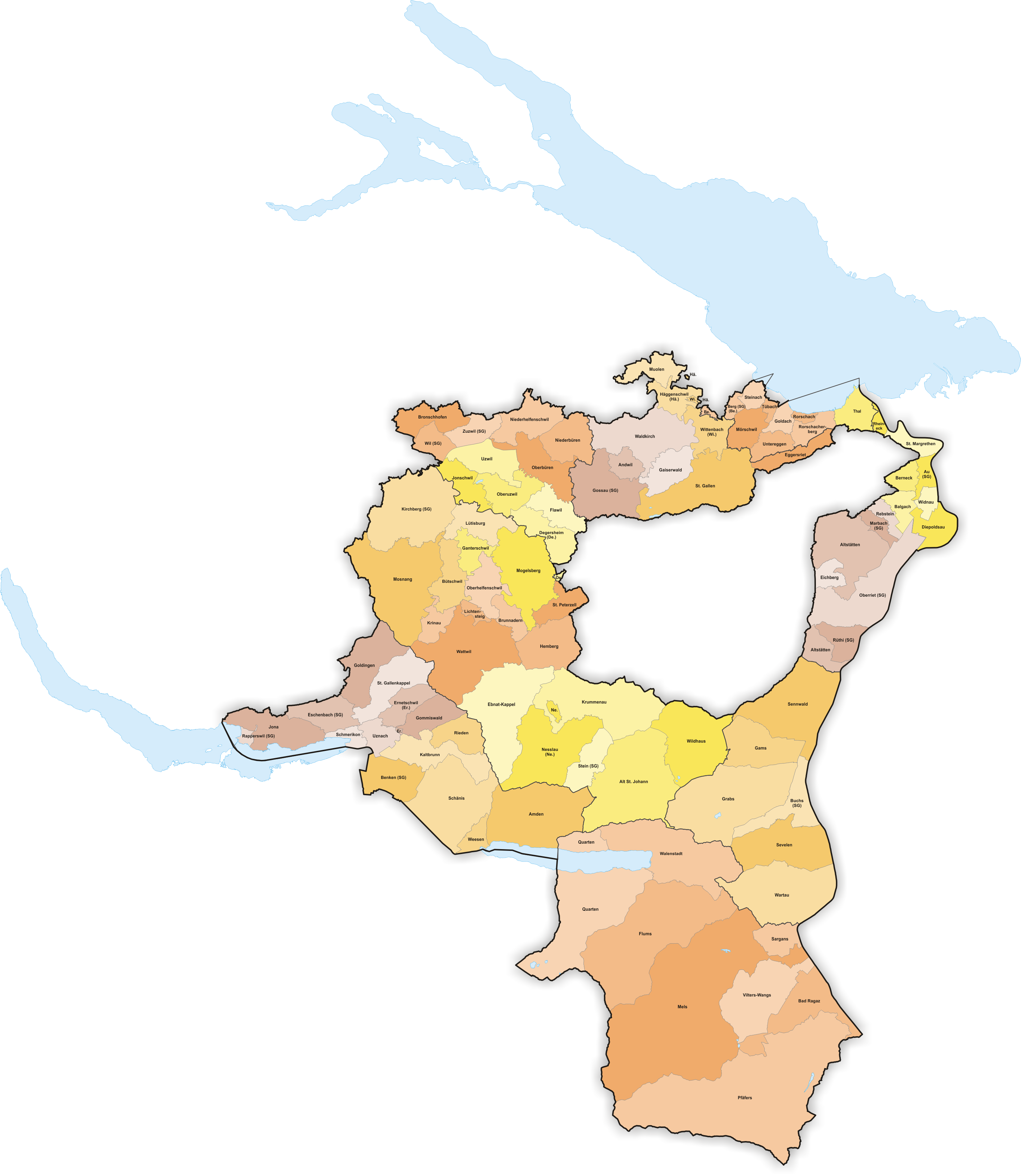
Gemeinden bis 2004
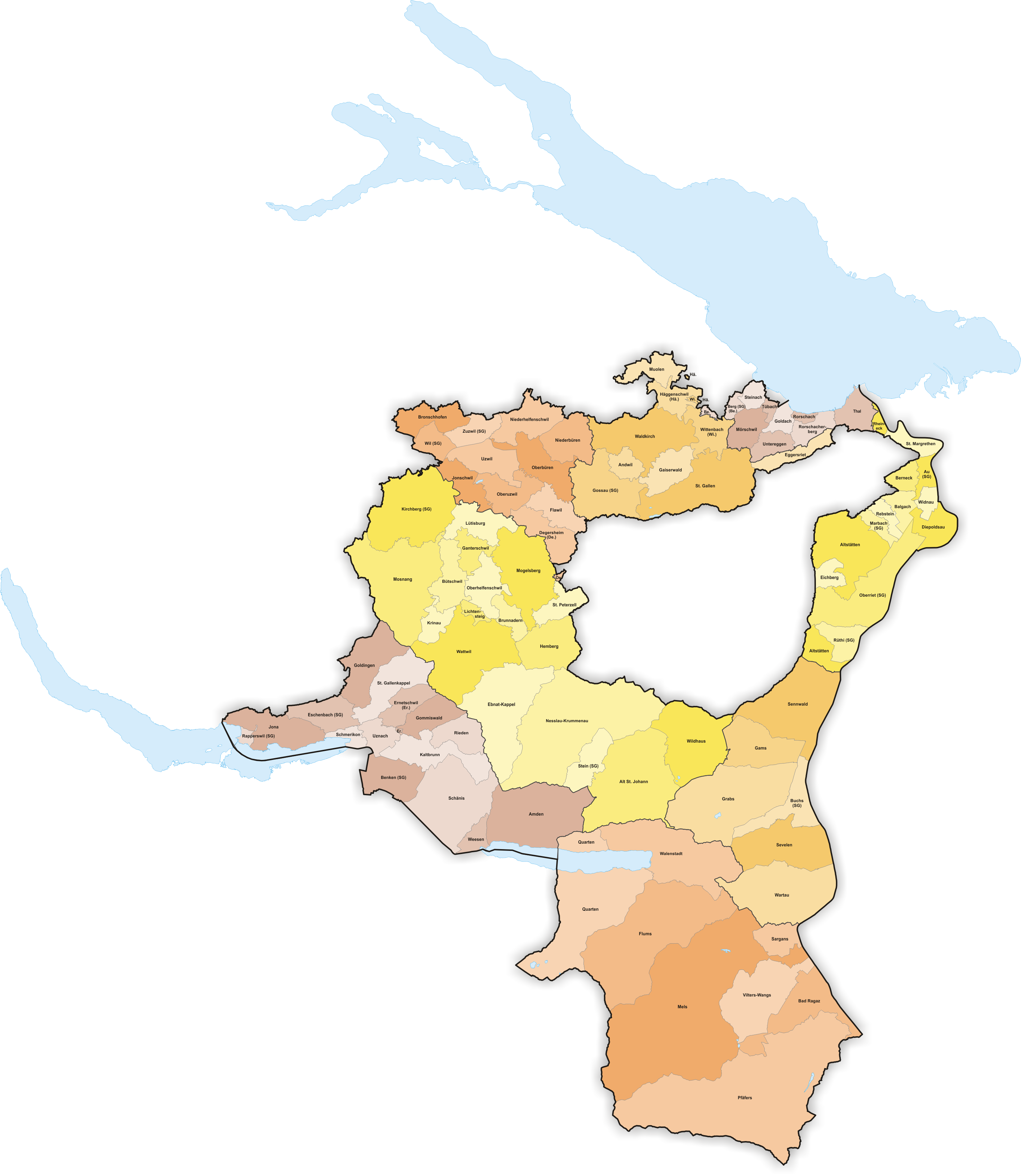
Gemeinden bis 2006
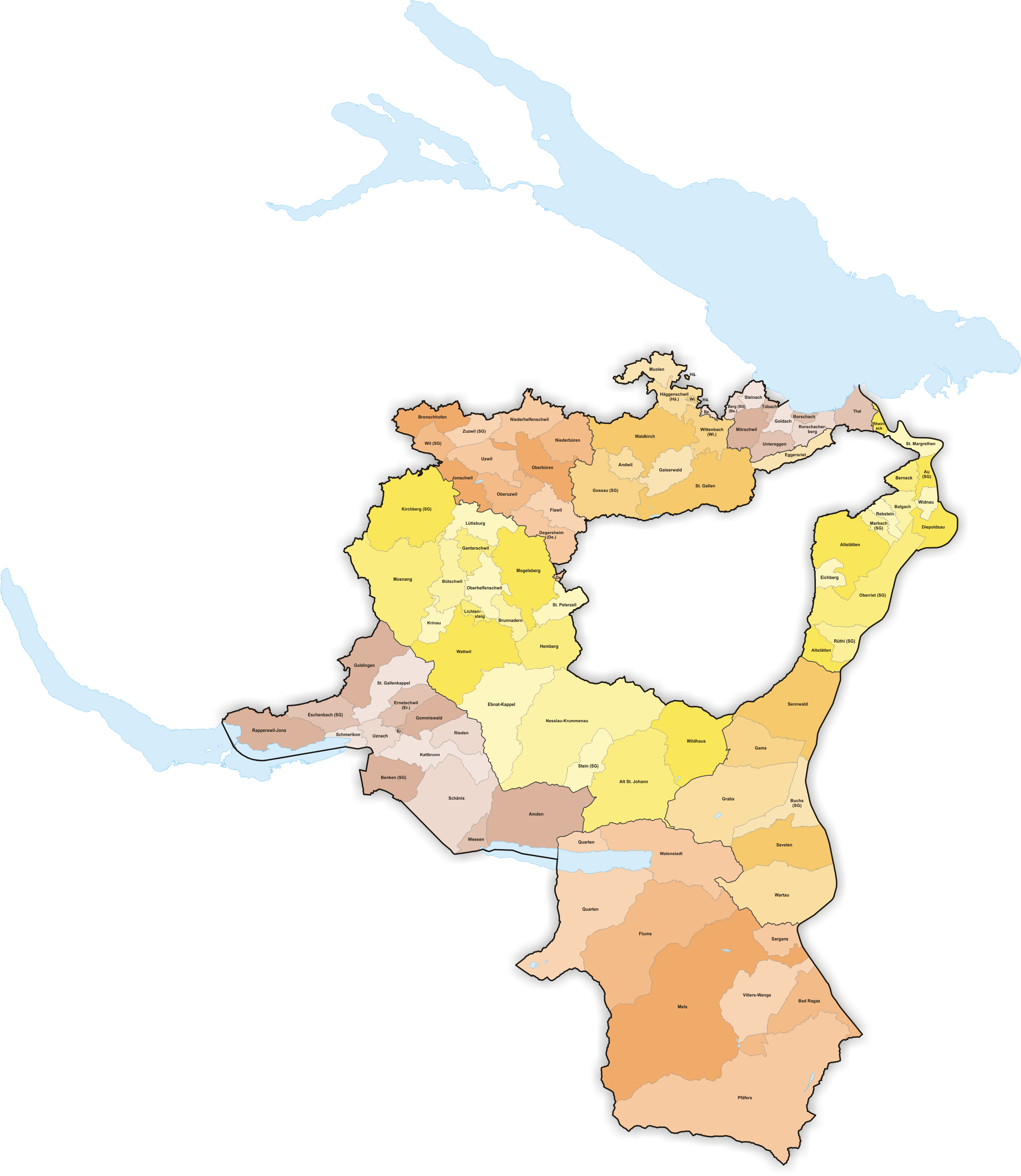
Gemeinden bis 2008
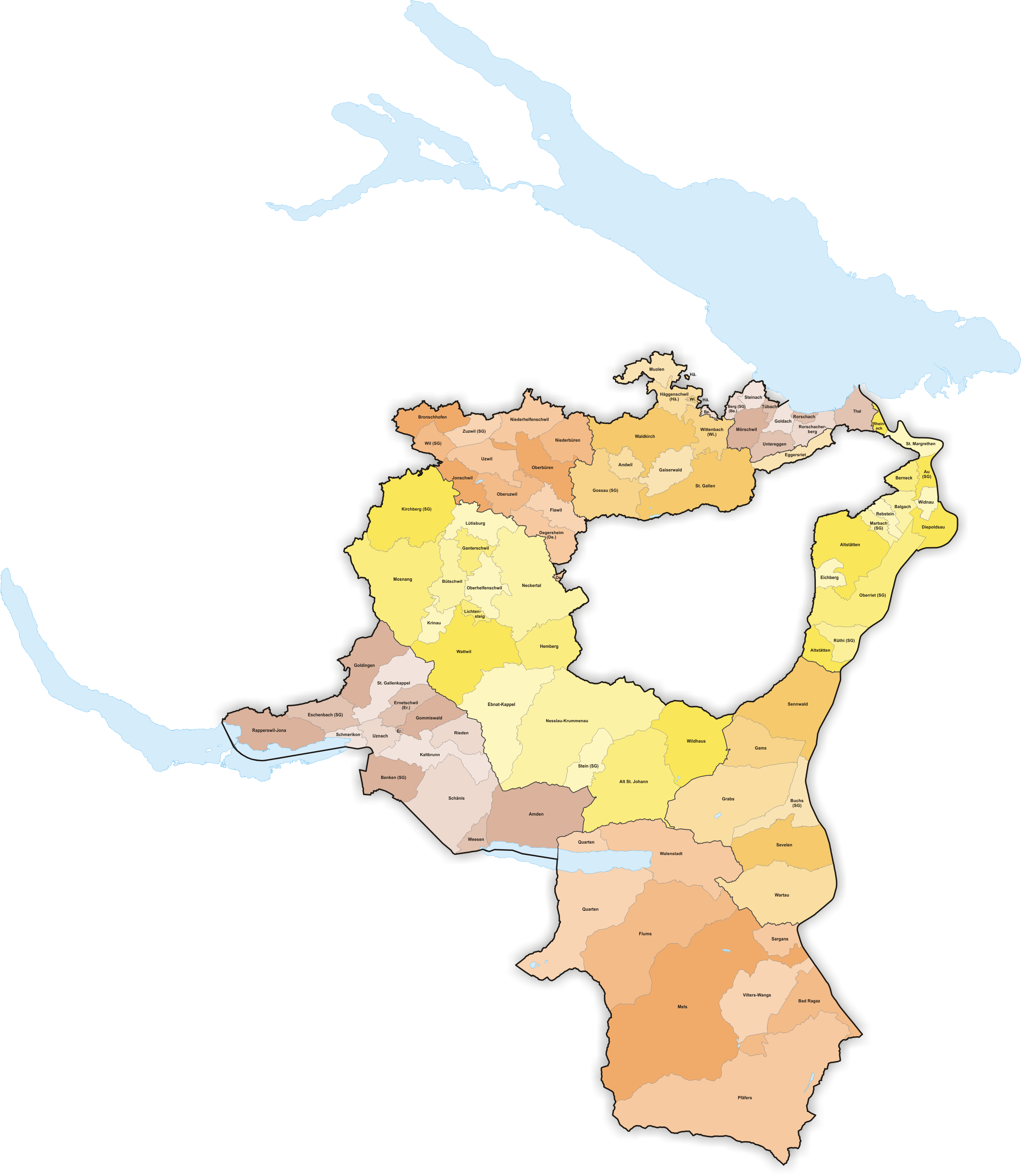
Gemeinden bis 2009
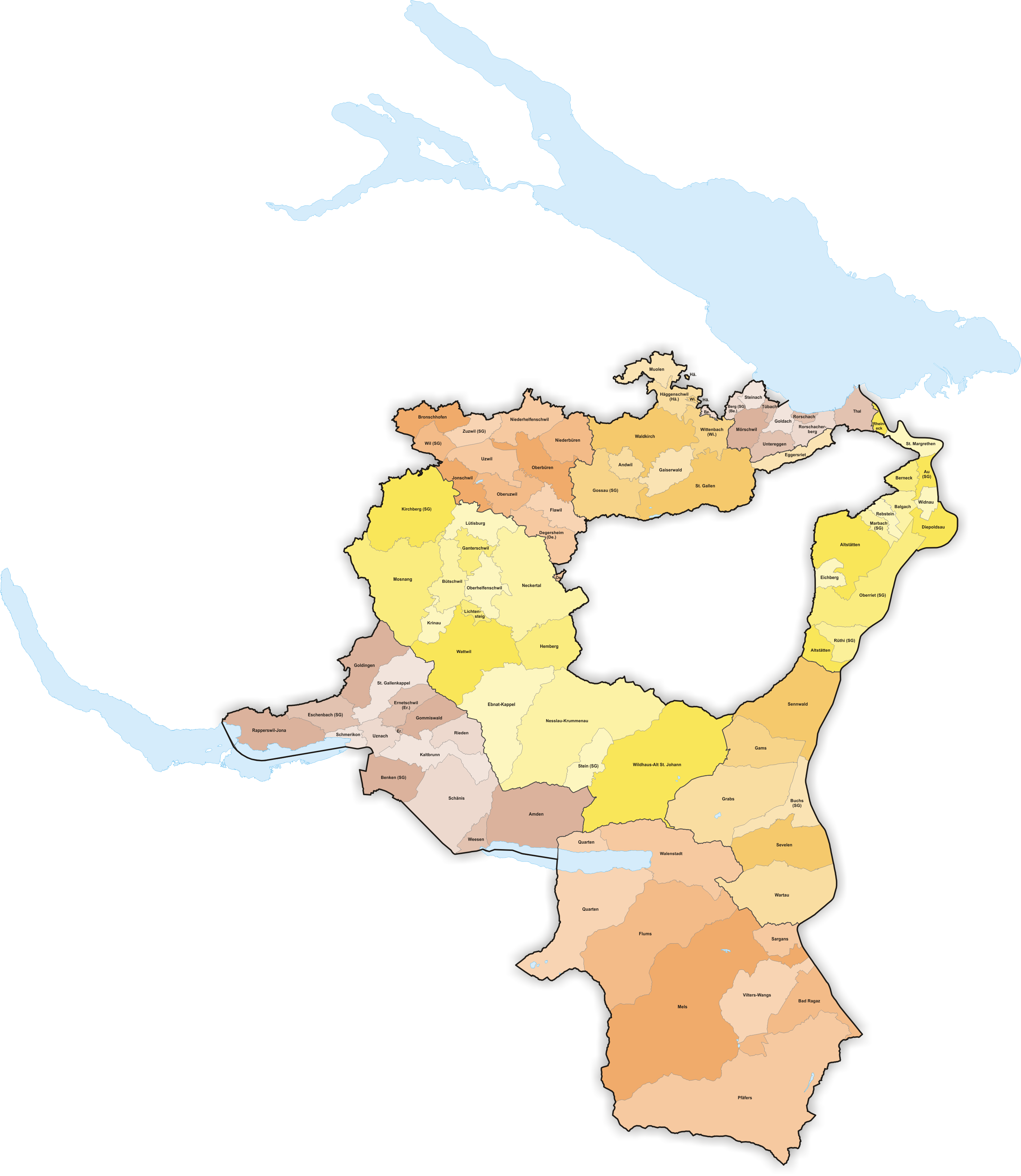
Gemeinden bis 2012
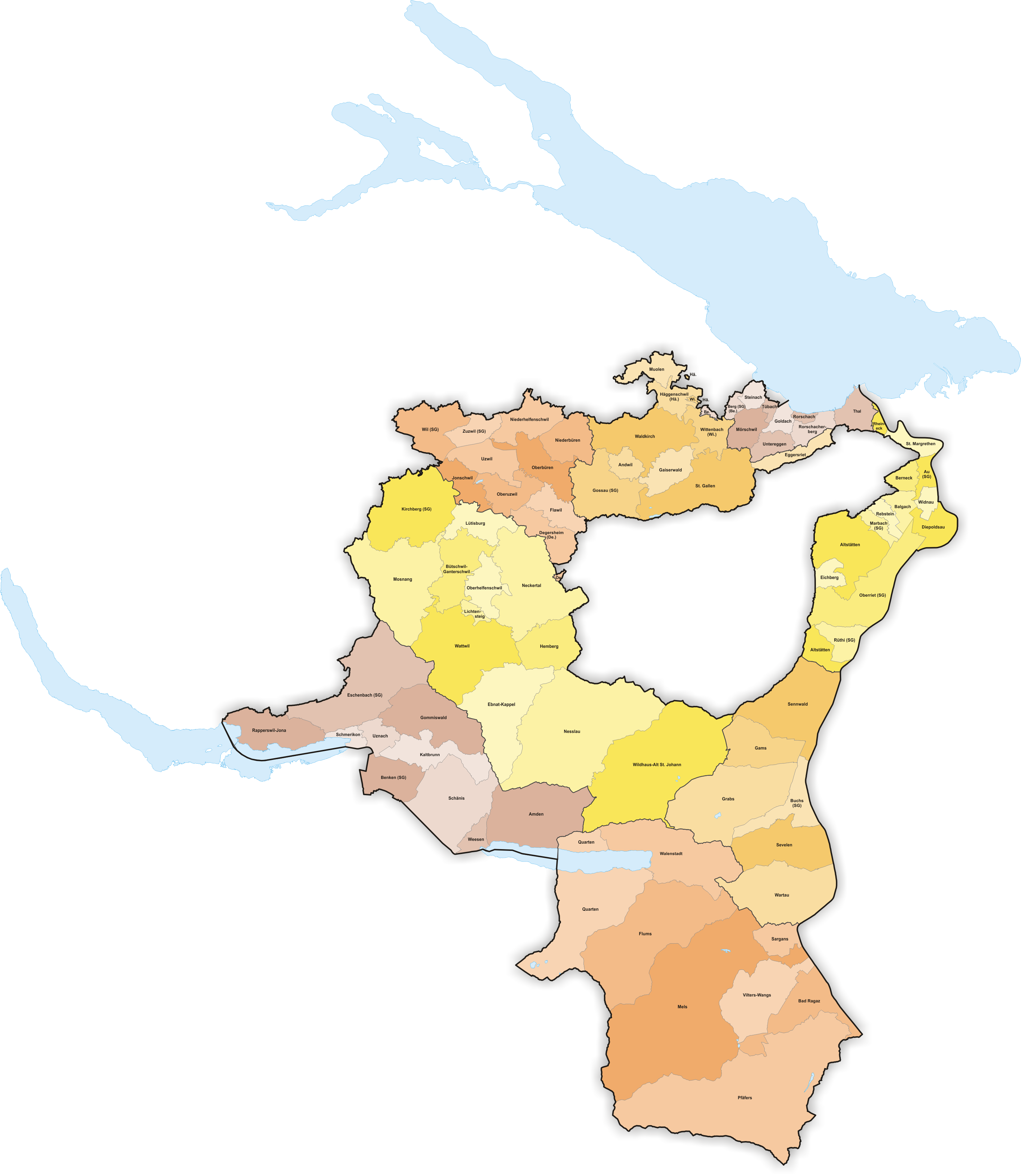
Gemeinden bis 2015
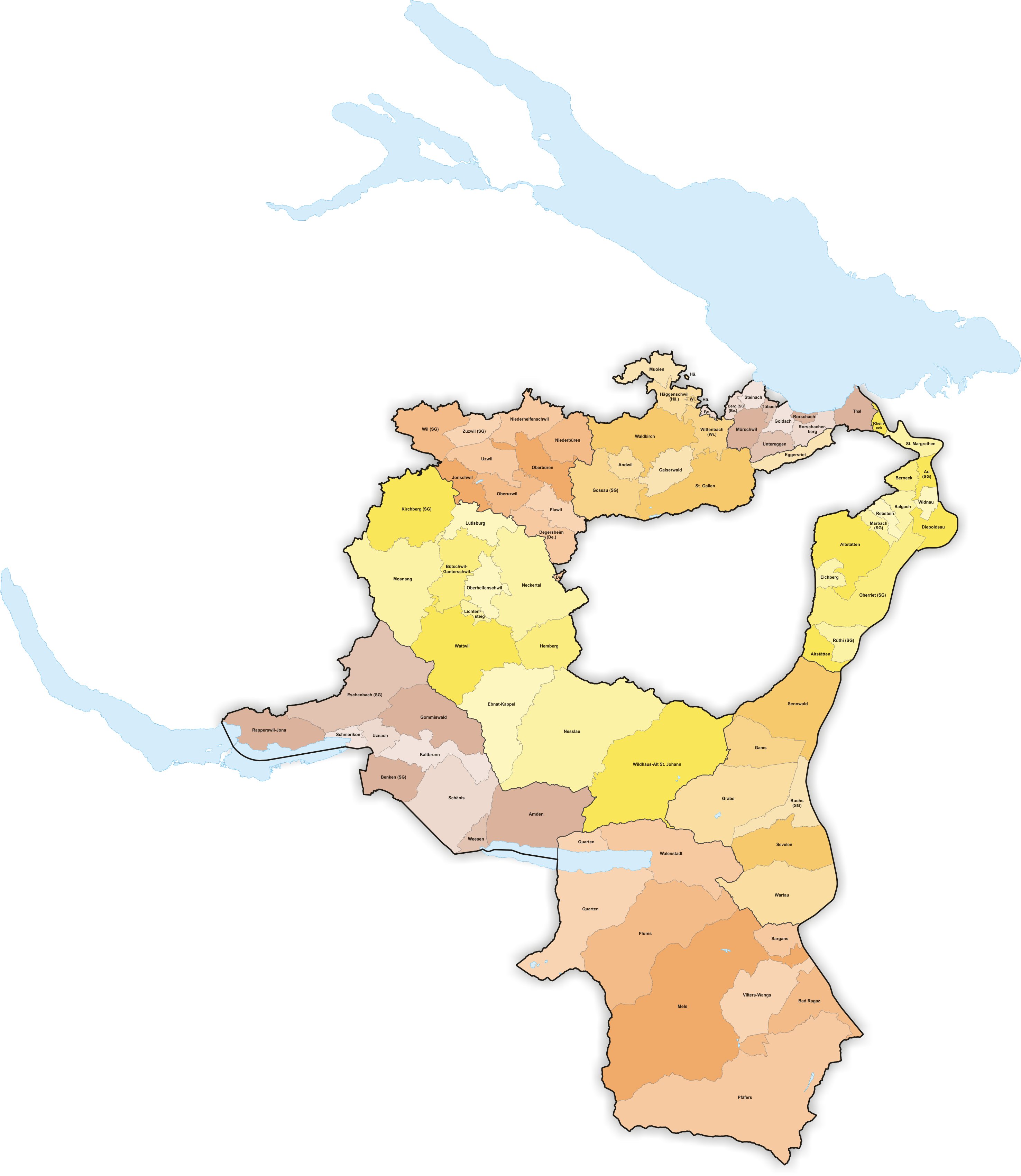
Gemeinden bis 2022

- 1883:
  - Abspaltung: Diepoldsau → Diepoldsau und Widnau

- 1918:
  - Fusion: St. Gallen, Straubenzell, Tablat → St. Gallen
  - Bezirksreform: Bezirk Tablat → Bezirk St. Gallen
  - Bezirksreform: Bezirk Stadt St. Gallen → Bezirk St. Gallen
  - Gebietsabtausch: Weiler Fronackeren gehört zu Gossau → Weiler Fronackeren gehört zu Andwil

- 1937:
  - Namensänderung: Ragaz → Bad Ragaz

- 1951:
  - Namensänderung: Stein (SG) → Stein (Toggenburg)

- 1952:
  - Namensänderung: Wallenstadt → Walenstadt

- 1964:
  - Namensänderung: Henau → Uzwil

- 1965
  - Fusion: Ebnat, Kappel (Toggenburg) → Ebnat-Kappel

- 1994:
  - Namensänderung: Rüthi (Rheintal) → Rüthi (SG)
  - Namensänderung: Stein (Toggenburg) → Stein (SG)

- 1996:
  - Namensänderung: Vilters → Vilters-Wangs

- 2003:
  - Bezirksreform: Aus Bezirken werden Wahlkreise

- 2005:
  - Fusion: Nesslau und Krummenau → Nesslau-Krummenau

- 2007:
  - Fusion: Rapperswil und Jona → Rapperswil-Jona

- 2009:
  - Fusion: Brunnadern, Mogelsberg und St. Peterzell → Neckertal

- 2010:
  - Fusion: Alt St. Johann und Wildhaus → Wildhaus-Alt St. Johann

- 2013:
  - Fusion: Bronschhofen und Wil (SG) → Wil (SG)[4]
  - Fusion: Rieden, Ernetschwil und Gommiswald → Gommiswald[5]
  - Fusion: Eschenbach (SG), Goldingen und St. Gallenkappel → Eschenbach (SG)[6]
  - Fusion: Bütschwil und Ganterschwil → Bütschwil-Ganterschwil[7]
  - Fusion: Stein (SG) und Nesslau-Krummenau → Nesslau
  - Fusion: Krinau und Wattwil → Wattwil[8]

- 2016:
  - Diverse kleinere Grenzkorrekturen

- 2023:
  - Fusion: Hemberg, Neckertal und Oberhelfenschwil → Neckertal

- geplant:
  - Marbach und Rebstein[9]